# Стефан Савов
Стефан Іванов Савов (болг. Стефан Савов; 1896—1968) — болгарський актор.
Народився в місті Монтана 18 квітня 1896 року. Навчався на юридичному факультеті СДУ, а потім у школі драми Національного театру. Помер 22 лютого 1969 року.

## Фільмографія
- «Странен двубой» (1971)
- «Урокът на историята» (1957) Георгій Дімітров
- «Неспокоен път» (1955) Стамен
- «Септемврийци» (1954)
- Тревога (1951) Вітан Лазаров
- Калін Орел (1950) Черньо
- Іва Самодіва (1943)
- Весілля (1943) Капітан Хайнріх
- Шушу-мушу (1941) Іванов
- Чудовисько (1936) Камен
- «Безкръстни гробове» (1931) Момчіл
- «Когато любовта говори» (1928) Ізмаїл